# William Heffelfinger
William Walter Heffelfinger, ps. Pudge (ur. 20 grudnia 1867 w Minneapolis, zm. 2 kwietnia 1954 w Blessing) – zawodnik futbolu amerykańskiego, uznawany za pierwszego zawodowego zawodnika w tym sporcie.

## Kariera na uniwersytecie
Heffelfinger w latach 1888–1891 grał w drużynie Uniwersytetu Yale, której trenerem był wówczas Walter Camp. Trzykrotnie został wybrany do składu drużyny sezonu All-American (1889, 1890, 1891).

## Pierwszy zawodowiec
W dniu 12 listopada 1892 klub futbolowy Allegheny Athletic Association zapłacił Heffelfingerowi 25 dolarów za jego wydatki i bonus w wysokości 500 dolarów za udział w meczu przeciwko Pittsburgh Athletic Club. Mecz zakończył się wynikiem 4-0 dla Allgheny. Heffelfinger zdobył jedyny touchdown w tym meczu.